# Dante Montanari
Dante Montanari (Porto Sant'Elpidio, 19 luglio 1896 – Milano, 16 aprile 1989) è stato un pittore italiano.

## Biografia
Nacque a Porto Sant'Elpidio, in provincia di Fermo, il 19 luglio 1896.
Diplomatosi all'Istituto tecnico di Osimo, dove era preside il padre,
si trasferì a Milano, pensando in un primo tempo di frequentare
l'Accademia di Belle Arti. Abbandonato il progetto, si trasferì ad
Ascoli Piceno, dove imparò a dipingere presso lo studio di uno zio
materno, Salvatore Ferrante, insegnante di educazione artistica.
Partecipò alla guerra 1915-1918, alla fine della quale si stabilì a
Bergamo, dove visse fino al 1939 insieme alla moglie Pia (fedele
compagna, scomparsa nel 1985), condividendo inizialmente lo studio con
il fratello Giuseppe, anch'egli pittore. Collaborò in questo periodo ad
alcuni giornali locali, come il "Gazzettino Bergamasco" e la "Penna",
in qualità di vignettista e caricaturista, rivelandosi osservatore
attento e caustico, dal tratto veloce e sintetico.
"La città di Bergamo rappresentò il momento di esordio del pittore marchigiano: dopo una prima formazione sostanzialmente da autodidatta, nel 1920 l'artista allestì infatti alla "Scuola dei Tre Passi" la sua prima personale, recensita da Pier Maria Bardi", critico e amico inseparabile.
"Quando Dante Montanari giunse a Bergamo, subito dopo la prima guerra mondiale, trovò un ambiente artistico molto vivace e attivo. I momenti difficili per "la travagliata classe degli artisti" erano finiti".
Considerò Bergamo come la sua seconda città natale, coltivando durature amicizie, come quella con Giacomo Manzù.
Nel 1925 conquistò il primo successo, con il primo premio al Concorso
per il VII Centenario Francescano, indetto dall'Angelicum di Milano. In
questo periodo si accostò temporaneamente al movimento artistico detto "Novecento".
Partecipò tra l'altro alla Biennale di Venezia dal 1924 al 1950,
apprezzato dalla critica. Nel 1932 Ugo Ojetti scrisse: "Montanari
rientra nel gruppo dei coloristi di bravura vivi sciolti, piacevoli e
pronti nell'afferrare direttamente la realtà."
Tra i temi preferiti della sua pittura ricordiamo il paesaggio: "È uno dei generi prediletti dall'artista per il suo amore per la natura che percepisce con acuta sensibilità nel tradurre in forme il "ricordo", la "memoria" delle colline marchigiane ed umbre, delle valli e dei monti bergamaschi e trova un riscontro nel favore e nell'apprezzamento del pubblico...". Un altro tema è la maternità "...nelle sue diverse fasi, dall'attesa in cui la donna è colta con quell'espressione tipica di dolcezza, di stupore e di compiaciuta staticità, alla tenerezza del rapporto fra la madre e i figli, ai giochi dei bambini all'aperto, sulla spiaggia e per la strada: la morte precoce della madre e la mancanza di figli lo fanno essere particolarmente sensibile, e affronta queste tematiche con un attento studio dal vero, raggiungendo immagini di grande poesia...".
Partecipò alla vita culturale e artistica di Bergamo, collaborando anche al Teatro delle Novità tra il 1938 e il 1939, in qualità di scenografo e disegnatore di costumi, e stringendo in quell'occasione amicizia con il maestro Gianandrea Gavazzeni. La sua attività espositiva si estese in quegli anni anche all'estero, ad Atene, Birmingham, Budapest, Vittoria, Berlino, Stoccarda, Lipsia, Colonia e Dresda.
"Si va in questi anni chiarendo il suo sentimento dell'arte...come intuizione ed emozione del vero, arte come religiosità, arte come operazione di sintesi ed eliminazione di ogni particolare decorativo per ottenere sincerità."
Per quanto riguarda la sua posizione nei confronti del fascismo, illuminante è una sua lettera al caro amico Fedele Giacobone, datata 11 agosto 1957, a proposito delle vicende legate alla tela "San Francesco
tra il lupo e l'agnello", vincitrice del citato Concorso per il VII Centenario Francescano, regalata dai Frati a Mussolini: "Ripenso per un momento senza rancore a quel mio dipinto, che ha segnato l'inizio delle
mie pene per essermi rifiutato di presenziare alla sua consegna nelle mani di Mussolini. Ben altro si aspettava la mia anima, dopo che un concorso era nato per destinare l'opera vincitrice ad un istituto religioso..."
Nel 1939 si trasferì a Milano, ambientandosi però a fatica; pur coltivando nuove e durature amicizie, si mantenne estraneo ad ogni mondanità: in un'intervista rilasciata a Mormino, sul Giornale del
1981, disse: "Non amo le conventicole, non scendo mai a patti. Da giovane passavo ore a parlare di arte e filosofia. Ma oggi la gente è diversa, il mondo artistico vanta più giocolieri che pittori. Tutto questo francamente non mi piace".
Collaborò come critico d'arte al Corriere della Sera e alla rivista novarese Glauco, partecipando inoltre a numerose mostre in Gallerie private, come il Milione, la Gianferrari, la Cairola e la Gussoni a Milano, la Permanente di Torino, la Torre di Bergamo e l'Arte Galleria di Ancona, per citare le principali.
Continuarono i riconoscimenti, come il primo premio alla Biennale della Regione Marche, ad Ancona, nel 1964 e la Ginestra d'oro del Conero, nel 1969; premiato anche a Salsomaggiore (1953) e nel Monferrato (medaglia d'oro nel 1965), ottenne nel 1976 la medaglia del Presidente della Repubblica al Premio Lario Cadorago, a Como.
A Milano entrò in contatto con l'ambiente del Premio Bagutta, voluto tra gli altri da Orio Vergani, Riccardo Bacchelli e Paolo Monelli. Nel dopoguerra l'arte sacra occupò un posto di rilievo nella sua opera: ricordiamo a questo proposito l'importante "Via Crucis".
Dal 1956 il suo stile si modificò sostanzialmente: "Il modellato, così ben costruito negli anni precedenti, diviene morbido con un andamento sinuoso, disciolto in un'atmosfera luminosa fatta di delicati passaggi...si può parlare di modellato fluido o di un processo di trasfigurazione...si può ipotizzare a proposito dell'ultimo Montanari che fosse ossessionato dalla fragilità della natura e dell'uomo...".
Morì a Milano il 16 aprile 1989. Dal suo archivio privato, conservato con amore e gelosa cura dalla nipote Chiara Gatti Pecco e riordinato da Claudia Perversi, riportiamo queste parole, quasi un testamento spirituale: "Se qualcosa di positivo si è verificato debbo molto a mia moglie e all'amicizia dell'avvocato Guido Tadini e di tutta la famiglia Giacobone...".

## La Via Crucis
Dante Montanari iniziò la realizzazione delle quattordici tele nel 1954, incoraggiato dal critico Giorgio Nicodemi e sostenuto finanziariamente dal collezionista Fedele Giacobone, e terminò l'opera nel 1960, anche se venne esposta per la prima volta al pubblico nel 1981, presso il Centro Culturale San Bartolomeo di Bergamo nel novembre 2005 presso la nuova sede della associazione dei marchigiani e umbri di Milano, e a Porto Sant'Elpidio (paese natale) nel mese di aprile 2010.

## Altre opere
Oltre alla tela già citata, "San Francesco tra il lupo e l'agnello", vincitrice nel 1925 del primo premio al Concorso per il VII Centenario Francescano, indetto dall'Angelicum di Milano, ricordiamo, tra le opere giovanili, "Processione", olio su compensato del 1923, che ripropone il tema analogo già trattato nel 1920, in occasione della sua prima mostra personale; entrambe le opere mostrano, in un contesto spiritualeggiante, il temperamento, la sensibilità e i mezzi tecnici del giovane Montanari.
Sempre del 1925 sono l'intenso olio su tela "Bambino malato", e il delicato olio su cartone telato "Studio per la morte del passerotto", pensato in funzione del dipinto "Morte del passerotto", sempre del 1925, di cui non si conosce l'attuale ubicazione, essendoci nota soltanto una riproduzione fotografica.
Alla XV Biennale di Venezia del 1926 venne esposto l'olio su tela "Riposo", recentemente restaurato, che accosta ad una semplice concretezza, tipica di Novecento, l'espressione di un dolce lirismo caratteristico dell'artista marchigiano.
Il passaggio ad una pittura sfumata e vaporosa, si può notare confrontando ad esempio "Il libro delle fate", olio su tela del 1927, con "La fiaba", del 1955, passando attraverso il "Mattino" (1932), l'omonimo "Mattino" del 1933 e, sempre restando nei temi dell'infanzia e della maternità, cari al pittore, "Bambina con frutta" e "Bambina con gatto", entrambe del 1935; oppure possiamo confrontare "Mammina" (1923) con "Maternità" (1950), "La moglie del pescatore" (1951) e "Mammina con bambino" (1960).
Analoga evoluzione stilistica, ovviamente, possiamo rintracciare nei paesaggi, fra i quali citiamo "Bergamo sotto la neve" (1928), "Prima del temporale" (1930), "Cipressi" (1930), e le atmosfere sognanti del paesaggio notturno "Sera di luglio" (1938) e di "Paesaggio", sempre del 1938.
Montanari si è spesso soffermato nel ritrarre scorci di Bergamo Alta, come in "Santa Maria Maggiore" (1927), "Sant'Agostino sotto la neve" (1930), "Piazza vecchia" (1938) e "Sant'Agostino" (1939).
Pudica delicatezza e insieme compostezza possiamo trovare nei nudi femminili, tra i quali ricordiamo "Dormiente" del 1936, menzionata sul Corriere della Sera del 14 giugno 1942 come "il più bel nudo alla Mostra d'Arte alla Villa Reale" di Milano.
Largo spazio ha sempre riservato l'artista ai temi sacri, fra i quali citiamo, oltre alla menzionata "Via Crucis", anche "Deposizione" (1930), "Annunciazione" (1948), "Disperazione di Giuda" (1950), "Figliol prodigo" (1951), "Cristo alla colonna" (1951) e "Fuga in Egitto" (1960).
Al mistero della femminilità sono dedicati intensi ritratti, come "Ragazza veneta" (1951), premiato nel 1953 a Salsomaggiore, "Donna con veletta" (1951), "Donna di casa" (1955) e "Figura allo specchio" (1960).
Anche il tema dei diseredati appartiene all'universo poetico di Montanari, ricordiamo "Clown" (1950) e "Ciechino" (1955), con il loro carico di angosciata solitudine.

## Alcune mostre
- 1920 - Dante Montanari, Scuola dei Tre Passi - Bergamo
- 1922 - IV Mostra Triennale d'Arte, Accademia Carrara - Bergamo
- 1922 - 1955 - 1958 - 1960 - 1962 - Biennale d'Arte, Palazzo della Permanente - Milano
- 1923 - II Quadriennale di Belle Arti - Torino
- 1924 - Mostra Concorso Accademia di Brera, Palazzo della Permanente - Milano
- 1925 - XVI Mostra di Ca' Pesaro - Lido di Venezia
- 1925 - Concorso del Centenario Francescano, Angelicum dei Frati Minori - Milano
- 1926 - XV Esposizione Internazionale d'Arte della Città di Venezia
- 1927 - Dante Montanari, mostra personale, Galleria Permanente - Bergamo
- 1928 - XVI Esposizione Internazionale d'Arte della Città di Venezia
- 1929 - Dante Montanari, Galleria Permanente, Piazza Dante, Bergamo
- 1929 - II Mostra del Novecento italiano, Palazzo della Permanente - Milano
- 1931 - 1935 - 1939 - 1943 - 1951 - 1955 - Quadriennale d'Arte Nazionale, Palazzo delle Esposizioni - Roma
- 1931 - Mostra Internazionale d'Arte Sacra di Padova
- 1932 - 1934 - 1936 - 1942 - 1948 - 1950 - Biennale Internazionale di Venezia
- 1934 - II Mostra Internazionale d'Arte Sacra, Reale Galleria d'Arte Moderna - Roma
- 1936 - Mostra d'Arte Contemporanea Italiana - Budapest
- 1939 - 1941 - 1942 - 1959 - Premio Bergamo, Mostra Nazionale di Pittura, Palazzo della Regione - Bergamo
- 1942 - Dante Montanari, Galleria il Milione - Milano
- 1942 - I Mostra del "Premio Verona", Palazzo della Grande Guardia - Verona
- 1944 - Dante Montanari, Galleria Gian Ferrari, Milano
- 1945 - Mostra del Fondo Matteotti, Galleria Guglielmi, Milano
- 1946 - I Mostra Nazionale d'Arte Sacra - Bergamo
- 1947 - 1948 - 1949 - 1951 - Mostra Italiana d'arte sacra per la Casa Cristiana, Angelicum dei Frati Minori - Milano
- 1947 - Mostra Nazionale d'Arte Sacra - Siena
- 1947 - Dante Montanari, Galleria Gussoni - Milano
- 1948 - Dante Montanari, Galleria d'Arte La Permanente - Torino
- 1949 - Dante Montanari, Galleria l'Annunciata - Milano
- 1950 - 1953 - Mostra d'Arte Sacra, città di Messina
- 1951 - Mostra Nazionale di Arte Sacra - Assisi
- 1951 - VII Mostra di Arte Sacra per la Casa - San Paolo del Brasile
- 1954 - II Mostra di Pittura Contemporanea "Premio Marzotto", Palazzo Reale - Milano
- 1955 - 1970 - Dante Montanari, Galleria della Torre - Bergamo
- 1956 - Dante Montanari, Galleria d'Arte Cairola - Milano
- 1956 - Mostra dei Pittori Lombardi Contemporanei, Villa Olmo - Como
- 1957 - Mostra d'Arte Contemporanea "Premio Forlì", Fondazione Livio e Maria Garzanti - Forlì
- 1962 - I Mostra regionale dell'Unione Sindacale degli artisti italiani, Museo della Scienza e della Tecnica - Milano
- 1963 - III Mostra Nazionale di Pittura contemporanea "premio Città di Marsala", Chiostro di Santo Stefano - Marsala
- 1963 - III Premio di pittura Città di Saronno, Biblioteca Civica - Saronno
- 1970 - Mostra Nazionale di Arti Figurative "Premio Città di Asti"
- 1975 - V Biennale "Omaggio dell'Arte Italiana al dolore innocente", Palazzo Reale - Milano
- 1981 - La Via Crucis di Dante Montanari, Centro Culturale San Bartolomeo - Bergamo
- 1985 - Dante Montanari, Galleria "Nuovo Sagittario" - Milano
- 2000 - Omaggio a Dante Montanari, Associazione dei Marchigiani e Umbri - Milano
- 2005 - Invito a Palazzo, Esposizione di alcune opere della collezione Banca Popolare di Bergamo, Chiostro di Santa Marta - Bergamo

## Un giudizio critico
"...era semplicemente un artista che concepiva il proprio mestiere
secondo un'idea di libertà espressiva per la quale il massimo
obbiettivo era preservare la sensazione originaria e renderla
attraverso un'espressione quanto più pura possibile. L'universo è
dentro di noi, inutile cercarlo altrove: questa era la convinzione di
Montanari, questa è la misura costante che attribuisce alla sua pittura
una naturale condizione lirica." (Vittorio Sgarbi)